# Annequin
Annequin är en kommun i departementet Pas-de-Calais i regionen Hauts-de-France i norra Frankrike. Kommunen ligger i kantonen Cambrin som tillhör arrondissementet Béthune. År 2022 hade Annequin 2 147 invånare.

## Befolkningsutveckling
Antalet invånare i kommunen Annequin
| Referens: INSEE |